# 首都高速八重洲線
首都高速八重洲線（しゅとこうそくやえすせん、Yaesu Route）は、東京都千代田区の神田橋ジャンクション（JCT）から、港区の汐留JCTへ至る首都高速道路の路線である。途中に東京高速道路（以下、KK線）を挟むため、2区間に分かれている。

## 概要
北側の区間は大部分が八重洲トンネルであり、東京駅の東側、外堀通りの地下を通過する。八重洲線とKK線を利用すると、都心環状線（外回り、内回り）の神田橋JCTと汐留JCTとの間をショートカットすることができる。
大型車は八重洲線およびKK線全線、危険物積載車両は八重洲トンネルの通行が禁止されている。
2025年4月5日20時より2035年度までの予定で、八重洲線は長期通行止となり、同時に新橋 - 汐留JCT・汐留出入口間を廃止した（詳細後述）。

### 路線番号
Y（八重洲線の英語名Yaesu Routeの頭文字からとられたものである）

### 路線データ
「八重洲線」とは一般向け案内に用いられる「路線呼称」であり、道路法に基づき東京都が認定・告示する正式な路線名ではない。道路法上の路線名は下記のとおりである。
- 都道首都高速4号線（神田橋JCT - 西銀座JCT）[7]
- 都道首都高速2号線（新橋[注釈 1] - 汐留JCT）[8]

## 歴史
- 1964年（昭和39年）8月2日 : 汐留JCT - 新橋 開通[8]。KK線との連絡供用開始[9]。
- 1973年（昭和48年）2月15日 : 神田橋JCT - 西銀座JCT 開通により、全線開通[7]。
- 2012年（平成24年）7月8日 : 環状2号線トンネル工事に伴い汐留JCT - KK線新橋出入口間長期通行止め[10]。
- 2013年（平成25年）12月15日 : 汐留JCT - KK線新橋出入口間通行止め解除。
- 2016年（平成28年）4月1日 : 常盤橋出入口閉鎖[11]。
- 2025年（令和7年）4月5日：
  - 大規模改築工事のため、八重洲線の長期通行止を実施（2035年度までの予定）[3][4]。
  - 新橋[注釈 1] - 汐留JCT・汐留出入口間を廃止[3][4]。

### 架け替え工事に伴う長期通行止め
2012年（平成24年）7月8日より、東京高速道路新橋出入口 - 首都高速八重洲線汐留JCT間が長期通行止めとなった。これは東京都市計画道路幹線街路環状第2号線のトンネル建設工事に伴い、八重洲線の橋脚基礎が当該トンネルに干渉するのに伴う架け替え工事のためである。ETC非搭載車が首都高都心環状線内回りから八重洲西駐車場や日本パーキングセンターを利用する場合には、汐留出口に設けられた仮乗継所で乗継券を受け取った上で一般道に一旦降りて、東京高速道路新橋出入口から東京高速道路に入り、西銀座料金所で乗継券を渡して八重洲線に入る必要があった（ETC車はETCレーンを通過）。また、八重洲線と東京高速道路を経由して都心環状線竹橋JCT方面と都心環状線浜崎橋JCT方面の両方向を連続して走行することができなくなるため、都心環状線江戸橋JCT経由で通行する車両が増え渋滞が増加することが予想された。通行止めは2014年（平成26年）2月までとされていたが、工法の見直しにより工期が短縮され、2013年（平成25年）12月までに変更された。その後、同年12月15日午前8時をもって長期通行止めは解除された。

### 大規模改築に伴う長期通行止め
都心環状線の老朽化対策および日本橋上空の景観面での問題解消のため、都心環状線神田橋JCT - 江戸橋JCT間の地下化と八重洲線の都心環状ルートへの転用工事計画が進められている。具体的には、八重洲トンネルの一部区間を都心環状線に取り込み、神田橋JCTの位置を現在よりも江戸橋JCT寄り（従来の常盤橋出入口付近）に移設、さらに東京高速道路（KK線）を介して接続していた西銀座JCTと都心環状線京橋JCTの間（正確には丸の内出口付近と都心環状線新富町出口付近の間）に新たな連絡路（新京橋連絡路）を建設するもので、これらの工事に伴い神田橋JCT付近および西銀座JCT付近で大規模改築が必要となることから、2025年4月5日から約10年間の予定で八重洲線は全面通行止めとなっている。この間、八重洲出入口および丸の内出口は閉鎖となり、八重洲乗客降り口も利用不可となる。また、完成後は丸の内出口に神田橋JCT方面への入口が設けられる。
なお、都心環状線支線の京橋JCT - 白魚橋間およびKK線白魚橋（首都高境界点） - 東銀座出口間は引き続き残置される。

## 出入口など
- 全線東京都内に所在。
- 施設名欄の背景色が■である部分は施設の供用を停止、または終了したことを示す。

| 出入口 番号                            | 施設名                          | 接続路線名                                                           | 起点 から (km) | 備考                                    | 所在地      |
| -------------------------------------- | ------------------------------- | -------------------------------------------------------------------- | -------------- | --------------------------------------- | ----------- |
| -                                      | 神田橋JCT                       | 都心環状線 北池袋・新宿方面                                          | 0.0            |                                         | 千代田区    |
| 40P/41P                                | 常盤橋出入口                    | 日本パーキングセンター駐車場のみ直結                                 | 0.5            | 2016年4月1日閉鎖 北池袋・新宿方面出入口 | 千代田区    |
| 42P                                    | 八重洲出入口                    | 東京駅八重洲パーキング駐車場直結                                     | 1.0            | 北池袋・新宿方面出入口                  | 中央区      |
| 43P                                    | 八重洲出入口                    | 東京駅八重洲パーキング駐車場及び東京ミッドタウン八重洲地下駐車場直結 | 1.1            | 新橋・羽田・目黒方面出入口              | 中央区      |
| -                                      | 八重洲乗客降り口                | 送り用降車設備                                                       |                |                                         | 中央区      |
| 44                                     | 丸の内出口                      | 皇居前鍛冶橋線                                                       | 1.4            | 北池袋・新宿方面からの出口              | 中央区      |
| -                                      | 西銀座TB/西銀座乗継所 西銀座JCT | (D8)東京高速道路（廃止）                                             | 1.8            |                                         | 中央区      |
| この間 (D8)東京高速道路（KK線）(廃止） |                                 |                                                                      |                |                                         |             |
| -                                      | 汐留乗継所                      |                                                                      |                |                                         | 中央区 港区 |
| -                                      | 汐留JCT（汐留出入口を併設）     | 都心環状線 羽田・目黒方面                                            |                | 浜崎橋JCT方面出入口                     | 中央区 港区 |

## 首都高速とKK線の乗り継ぎ
八重洲線を使って神田橋JCTから汐留JCTへ向かう場合、その間に別会社であるKK線を挟むため、本来ならば首都高速の通行料金を2度支払うことになってしまう。しかし「首都高速からKK線に出るときの乗継所」で受け取った乗継券を10分以内に「KK線から首都高速に戻るときの乗継所」で示すと、通行料金を再度支払わずに通行できる。
ETC搭載車の場合は「首都高速からKK線に出るときの乗継所」の150 m手前でETCの通信が行われ、「KK線から首都高速に戻るときの乗継所」でETCレーンを通行することで、乗継券の受け取りが不要となる。したがってETC搭載車はノンストップで走行することができる。

## 交通量
24時間交通量（台）　道路交通センサス
| 区間                        | 平成17（2005）年度 | 平成22（2010）年度 | 平成27（2015）年度 |
| --------------------------- | ------------------ | ------------------ | ------------------ |
| 神田橋JCT - 常盤橋出入口    | データなし         | 20,015             | 11,948             |
| 常盤橋出入口 - 八重洲出入口 | データなし         | 20,013             | 12,783             |
| 八重洲出入口 - 丸の内出口   | データなし         | 19,769             | 10,716             |
| 丸の内出口 - 西銀座JCT      | データなし         | 19,323             | 9,980              |
| 汐留乗継所 - 汐留JCT        | データなし         | データなし         | データなし         |

（出典：「平成22年度道路交通センサス」・「平成27年度全国道路・街路交通情勢調査」（国土交通省ホームページ）より一部データを抜粋して作成）
- 令和2年度に実施予定だった交通量調査は、新型コロナウイルスの影響で延期された[16]。